# Frühlings-Enzian
Der Frühlings-Enzian (Gentiana verna), auch Schusternagerl, Schusternägele, Rauchfangkehrer, Himmelsbläueli, Herrgottsliechtli, Tintabluoma oder Himmelsstengel genannt, ist eine Pflanzenarten der Gattung Enziane (Gentiana) innerhalb der Familie der Enziangewächse (Gentianaceae).

## Beschreibung

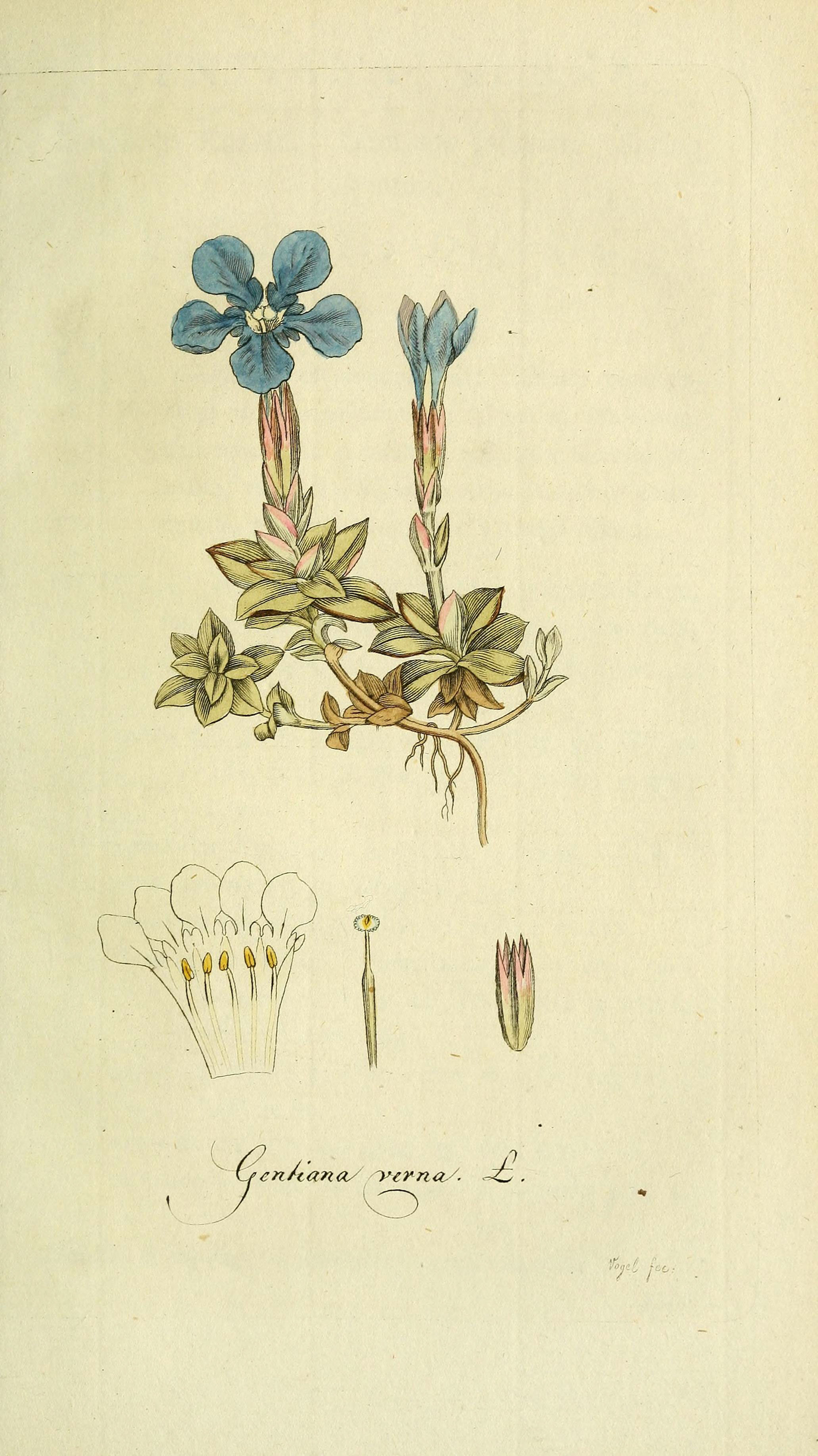
Illustration

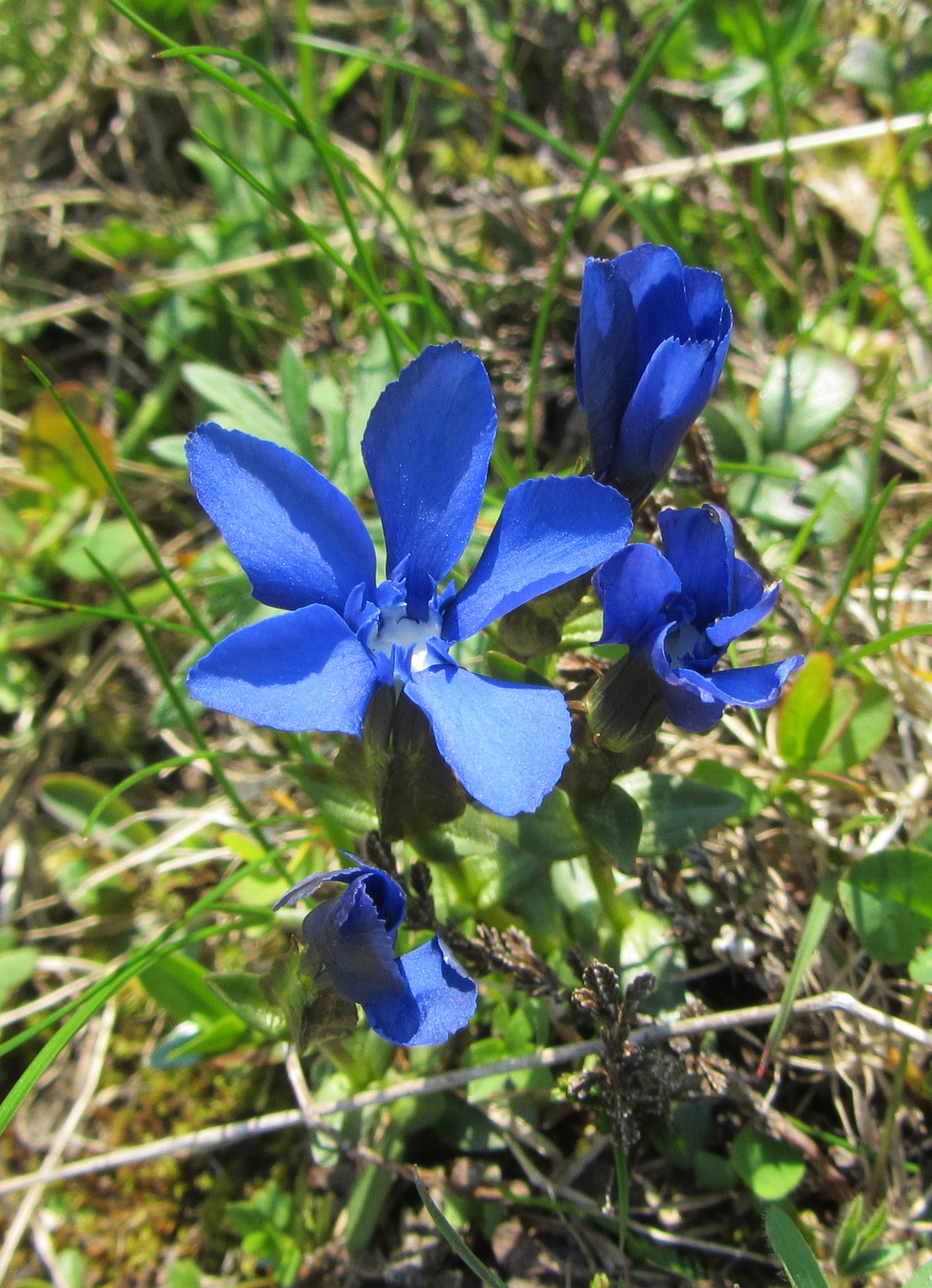
Blüten von oben

### Vegetative Merkmale
Der Frühlings-Enzian wächst als ausdauernde krautige Pflanze und erreicht normalerweise Wuchshöhen von nur wenigen Zentimetern, nur unter besonders günstigen Umständen erreicht er die Wuchshöhe von 15 Zentimetern. Der kurze und kantige Stängel wächst aufrecht.
Die Laubblätter sind in grundständigen Rosetten und kreuzgegenständigen am Stängel angeordnet. Die einfachen Blattspreiten sind elliptisch lanzettlich, ganzrandig, an beiden Enden verschmälert und zwei- bis dreimal so lang wie breit. Mit einer Länge von etwa 30 Millimetern fallen die ein- bis dreinervigen Grundblätter deutlich größer als die Stängelblätter aus. Von den ein bis drei Paaren Stängelblätter befindet sich das oberste dicht unterhalb des Blütenkelches.

### Generative Merkmale
Die Blütezeit liegt zwischen März und August und der Frühlings-Enzian blüht oft im Herbst ein zweites Mal.
Die zwittrigen Blüten sind radiärsymmetrisch und fünfzählig mit doppelter Blütenhülle. Der an den Kanten schmal geflügelte, gezähnte Kelch ist von geringerer Größe als die Kronröhre. Die Krone ist bei einem Durchmesser von 20 bis 30 Millimetern tellerförmig. Die fünf tiefazurblauen Kronblätter sind eirund. Zwischen den breit-lanzettlichen Kronzipfeln sitzt je ein zweiteiliges kleines spitzes Anhängsel mit weißem Strich. Der einfache Griffel endet in einer trichterförmigen Narbe, die am Rand mit kegelförmigen Zähnen besetzt ist.
Die Samen sind 0,6 bis 0,7 Millimetern ellipsoid und ungeflügelt.
Die Chromosomenzahl beträgt 2n = 28.

## Ökologie
Die Blütenform (Stieltellerblüte) und die leuchtend blaue Färbung deuten darauf hin, dass der Frühlings-Enzian besonders von Tagfaltern bestäubt wird. Weiter sind auch langrüsselige Hautflügler, vor allem Hummeln beteiligt. Die Ausbreitung der Samen erfolgt neben der durch Ameisen in erster Linie über den Wind.

## Vorkommen
Der Frühlings-Enzian ist in Eurasien weitverbreitet. Auf sonnigen Alpenwiesen gedeiht der Frühlings-Enzian häufig. Auch in europäischen Mittelgebirgen, beispielsweise im Jura und im Balkangebirge, sowie in Heidelandschaften und auf Magerwiesen in Bayern und Baden-Württemberg kommt er vor, in den Wacholderheiden der Schwäbischen Alb ist er beispielsweise häufig anzutreffen. In Österreich tritt er in allen Bundesländern auf: in der montanen bis alpinen Höhenstufe häufig, in tieferen Höhenlagen sehr selten. Er kommt in Höhenlagen von bis zu 2600 Metern vor. In den Allgäuer Alpen steigt er am Linkerskopf bis in eine Höhenlage von 2350 Meter auf. In der Schweiz erreicht er sogar eine Höhenlage von bis zu 3550 Metern.
Er wächst auf trockenen, mageren Wiesen mit kalkhaltigem Untergrund. Der Frühlings-Enzian kommt auch auf Silikatgestein und Feuchtwiesen vor. Der Frühlings-Enzian gilt als Zeigerpflanze für stickstoffarme Böden.
Der Frühlings-Enzian ist eine Charakterart der Ordnung Seslerietalia. Er kommt aber auch in Pflanzengesellschaften des Elynion und in tieferen Lagen auch im Mesobromion besonders in der Assoziation Gentiana vernae-Brometum vor, selten auch in Molinion-Gesellschaften.
Die ökologischen Zeigerwerte nach Landolt et al. 2010 sind in der Schweiz: Feuchtezahl F = 3w+ (feucht aber stark wechselnd), Lichtzahl L = 4 (hell), Reaktionszahl R = 4 (neutral bis basisch), Temperaturzahl T = 2+ (unter-subalpin und ober-montan), Nährstoffzahl N = 2 (nährstoffarm), Kontinentalitätszahl K = 3 (subozeanisch bis subkontinental).

### Naturschutz

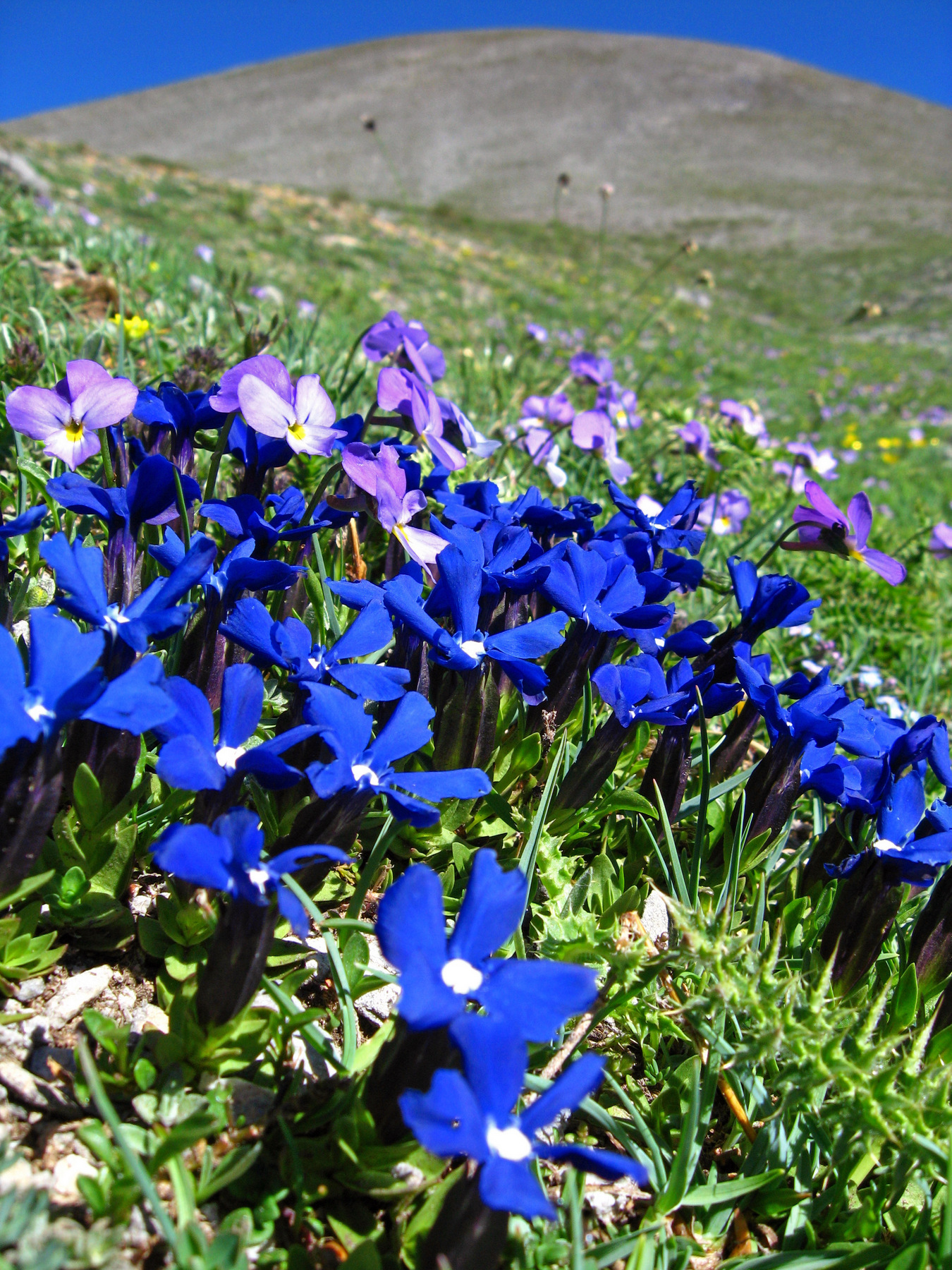
Gentiana verna subsp. balcanica im Habitat am Berg Olympus

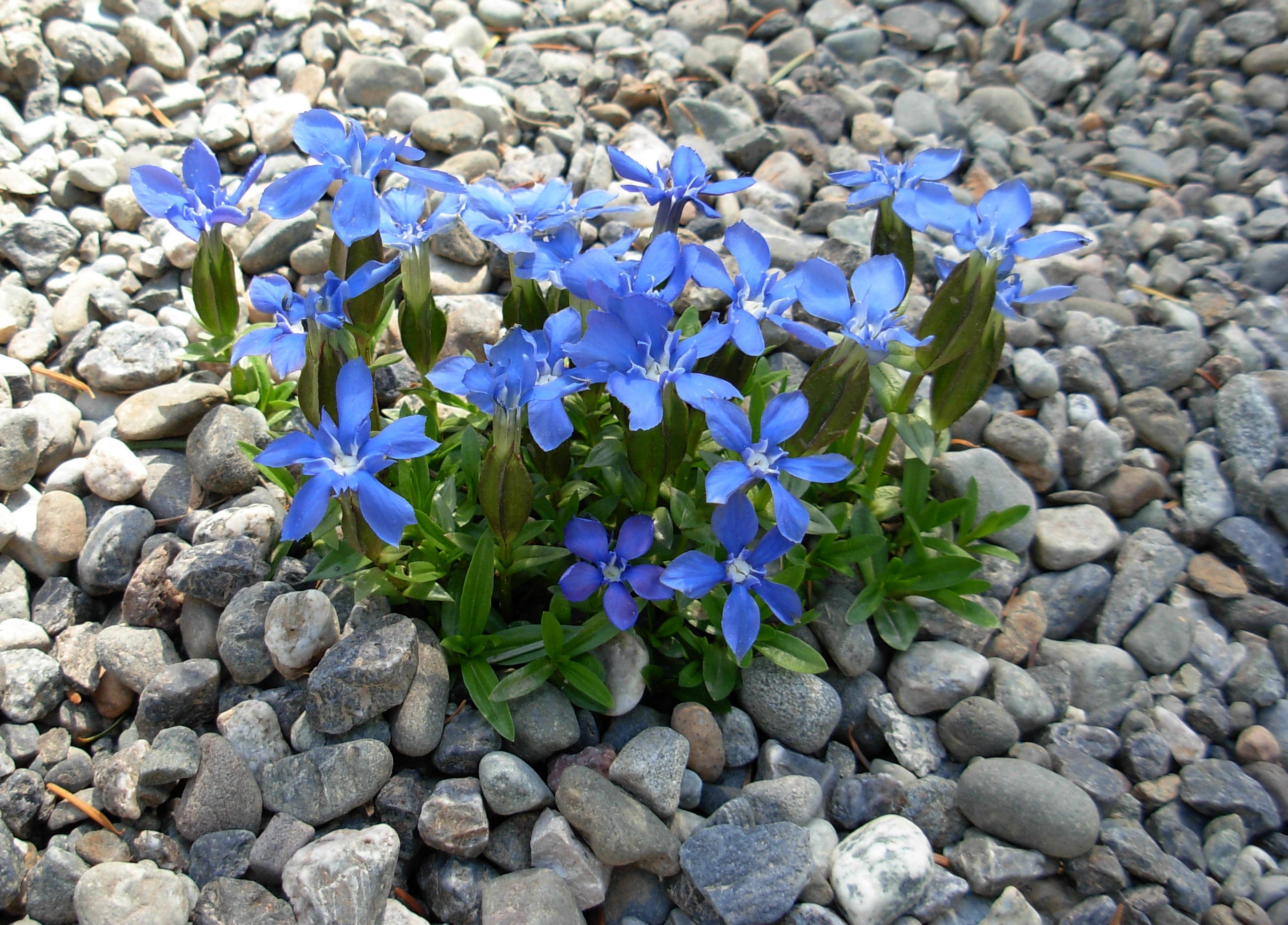
Habitus, Laubblätter und Blüten von Gentiana verna subsp. tergestina

Der Frühlings-Enzian steht, wie alle anderen Enzianarten, in Deutschland unter Naturschutz. 1996 wurde Roter Liste als Gefährdungskategorie: 3+ = gefährdet veröffentlicht.
In Österreich steht der Frühlings-Enzian in mindestens einem Bundesland unter vollständigem, gesetzlichem Naturschutz. Als gefährdet gilt die Art in den Kärntner Becken- und Tallandschaften, im Rheintal, im Vorland nördlich und südöstlich der Alpen sowie im pannonischen Gebiet.
Als ursächlich für die Gefährdung wird vor allem die Eutrophierung der Böden durch Dünger gesehen.

## Systematik
Die Erstveröffentlichung von Gentiana verna erfolgte 1753 durch Carl von Linné in Species Plantarum, Tomus I, S. 228. Synonyme für  Gentiana verna L. sind: Calathiana verna (L.) Holub, Gentiana aestiva (F.W.Schmidt) Schult., Gentiana angulosa M.Bieb., Gentiana elongata Haenke.
Je nach Autor gibt es von Gentiana verna etwa fünf Unterarten:
- Gentiana verna L. subsp. verna (Syn.: Gentiana arctica Grossh., Calathiana verna Holub subsp. verna): Es gibt Fundortangaben für Irland, das Vereinigte Königreich, Spanien, Frankreich, Deutschland, Österreich, die Schweiz, Italien, Polen, Tschechien, Slowakei, Slowenien, Serbien, Rumänien, Bulgarien, Albanien, und die Ukraine.[7]
- Gentiana verna subsp. balcanica N.M.Pritch.: Sie kommt auf der Balkanhalbinsel, in Bulgarien und in der Türkei vor.[8]
- Gentiana verna subsp. oschtenica (Kusn.) Halda (Syn.: Gentiana verna var. oschtenica Kusn., Gentiana oschtenica (Kusn.) Woronow)
- Gentiana verna subsp. pontica (Soltok.) Litard. & Maire (Syn.: Gentiana pontica Soltok., Calathiana pontica (Soltok.) Holub, Gentiana verna subsp. aestiva (Roem. & Schult.) Arcang., Gentiana verna subsp. pontica (Soltok.) Hayek): Sie kommt in Mitteleuropa, in Südosteuropa und in Vorderasien vor.[8]
- Gentiana verna subsp. tergestina (Beck) Hayek (Syn.: Gentiana angulosa f. tergestina Beck, Calathiana tergestina (Beck) Holub, Gentiana tergestina (Beck) Fritsch, Gentiana tergestina Beck): Sie kommt in Italien, in Slowenien, in Bulgarien und auf der Balkanhalbinsel vor.[8] Sie wächst in Höhenlagen von 300 bis 2000 Metern.[1] Diese Unterart unterscheidet sich von der Unterart subsp. verna durch Kelchkanten, die sehr stark (4 Millimeter) und nicht nur schmal geflügelt sind und durch die lanzettlichen Blätter, die nicht in der Mitte, sondern nahe am Grund am breitesten sind.[1] Die Unterartenbezeichnung tergesina kommt vom lateinischen Namen Teggestinum für Triest.

## Aberglauben
Rund um diesen schönen Enzian ranken sich eine Reihe von abergläubischen Vorstellungen. So trägt der Frühlings-Enzian im Volksmund auch die Namen Brendelblume oder Wetter- oder Blitznagele und vielerorts war man überzeugt, dass wer diese Pflanze ins Haus trägt, damit verursache, dass der Blitz dort einschlage. Andernorts war man davon überzeugt, dass jemand sterbe, wenn man eine der Pflanzen abpflücke.

## Bilder
Frühlingsenzian (Gentiana verna):

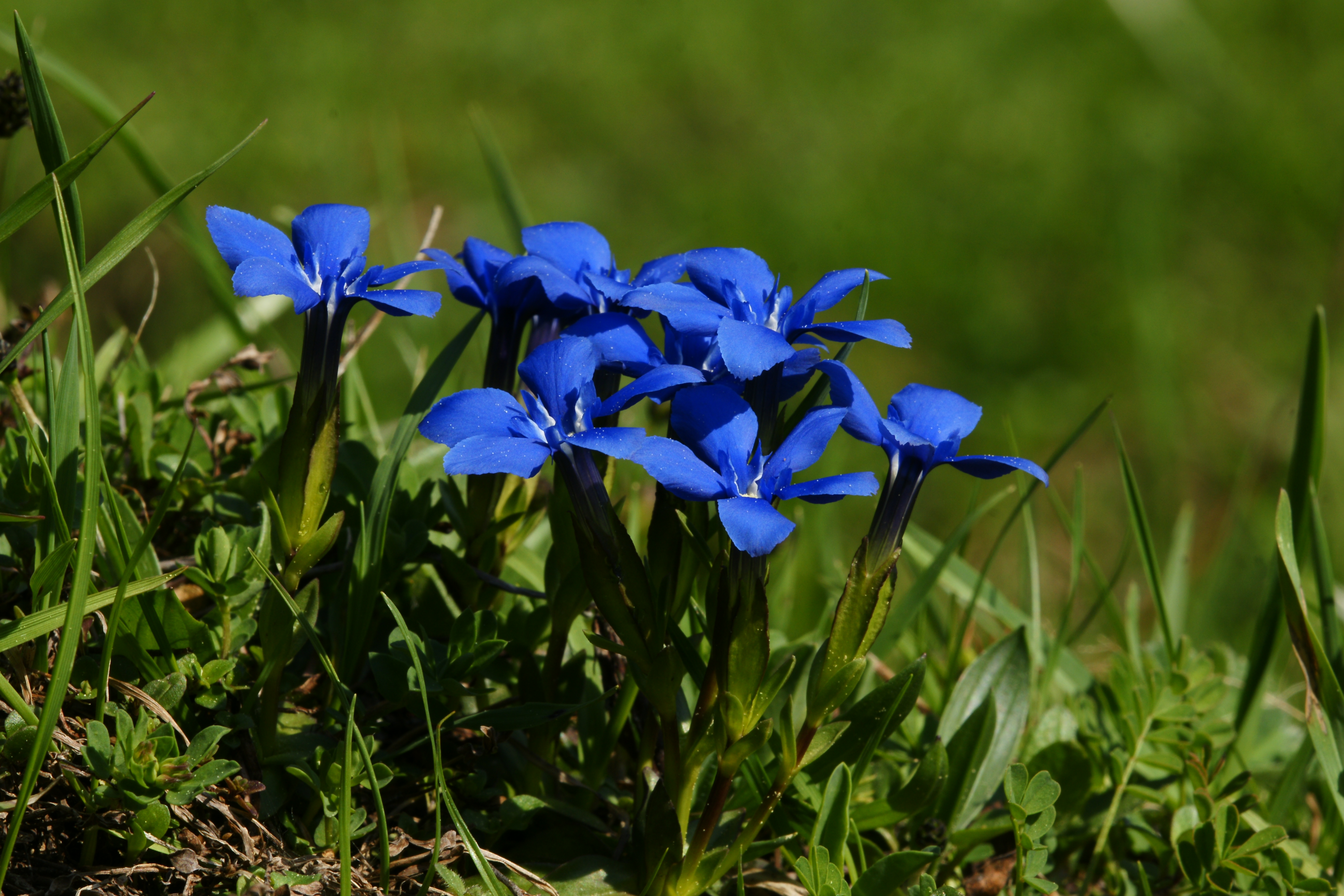
Bestand im Habitat
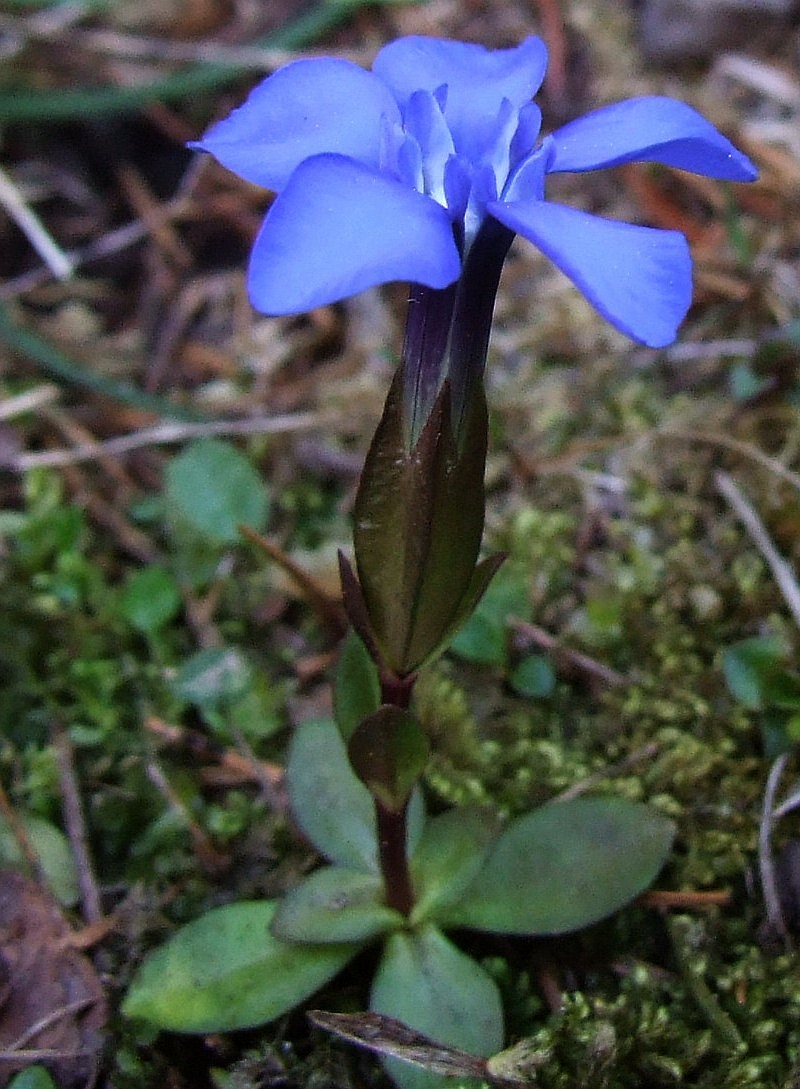
Habitus, Laubblätter und Blüte
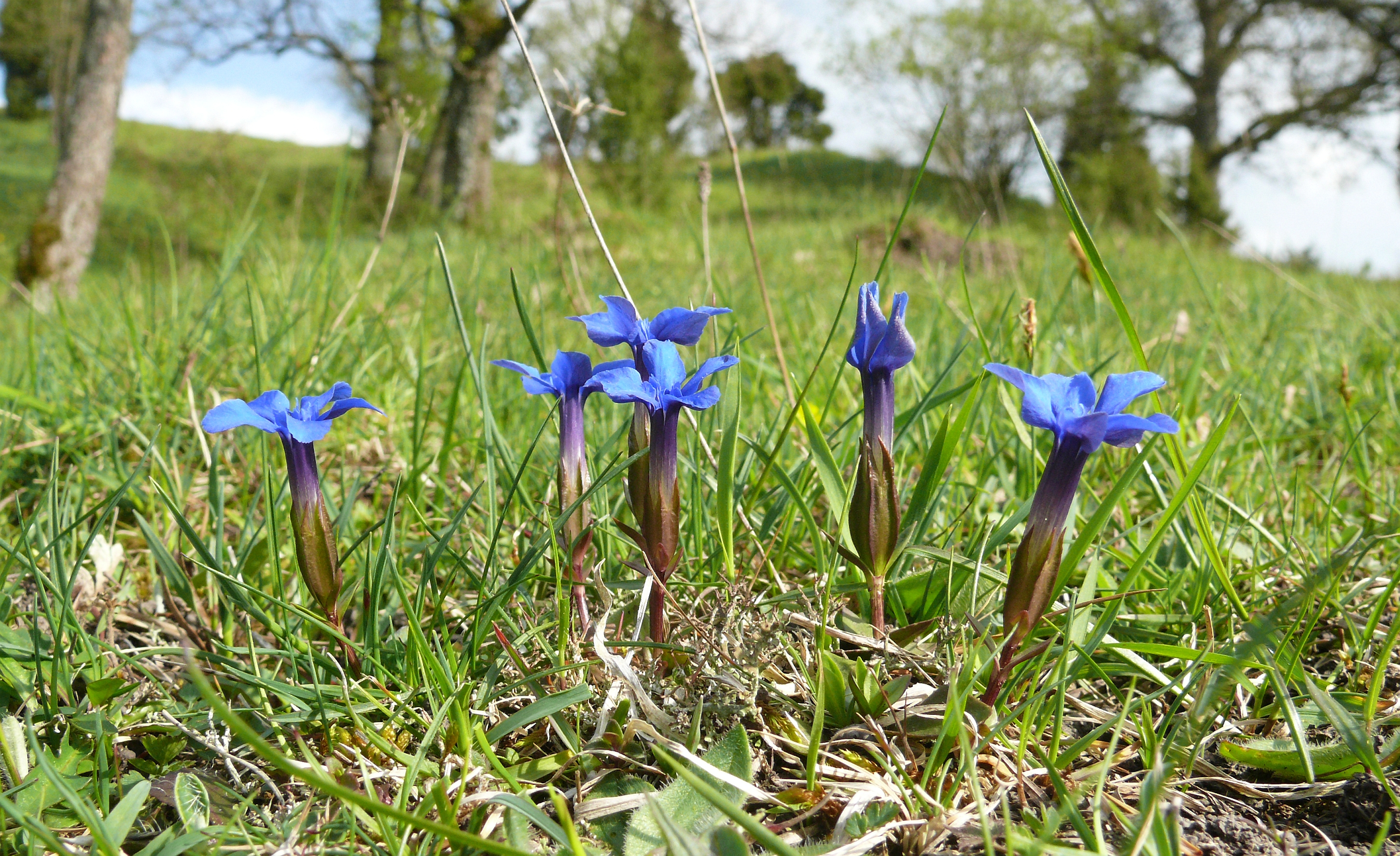
Habitus im Habitat